# Międzynarodowa Federacja Gimnastyczna
Międzynarodowa Federacja Gimnastyczna, FIG (Fédération Internationale de Gymnastique) - Instytucja zrzeszająca organizacje sportowe (gimnastyczne). W Polsce jest to Polski Związek Gimnastyczny. Założona w roku 1881, aktualnie posiada 126 członków.
Siedziba FIG znajduje się w Lozannie, w Szwajcarii.

## Prezydenci FIG
| Okres.    | ! Nazwisko              | Państwo      |
| --------- | ----------------------- | ------------ |
| 1881–1924 | Nicolaas Cupérus        | Belgia       |
| 1924–1933 | Charles Cazalet         | Francja      |
| 1933–1946 | Adam Zamoyski           | Polska       |
| 1946–1956 | Félix Goblet d’Alviella | Belgia       |
| 1956–1966 | Charles Thöni           | Szwajcaria   |
| 1966–1976 | Arthur Gander           | Szwajcaria   |
| 1976–1996 | Jurij Titow             | ZSRR · Rosja |
| 1996–2016 | Bruno Grandi            | Włochy       |
| 2017–     | Morinari Watanabe       | Japonia      |